# Astrotheca sulphurea
Astrotheca sulphurea là một loài thực vật có hoa trong họ Bứa. Loài này được (Poepp. & Endl.) Vesque mô tả khoa học đầu tiên năm 1893.